# When Tomorrow Comes
«When Tomorrow Comes» es una canción grabada por el dúo británico de música pop Eurythmics. Fue escrito por los miembros del grupo de Annie Lennox, David A. Stewart y el tecladista Patrick Seymour.

## Descripción
Lanzado como el primer sencillo de su nuevo álbum, When Tomorrow Comes alcanzó solo una modesta repercusión  en el Reino Unido, alcanzando el Top 30. Resultó ser un éxito mucho mayor en Australia y Escandinavia, donde alcanzó el Top 10. When Tomorrow Comes no fue lanzado como sencillo en los Estados Unidos.

## Posicionamiento
| Listas (1986) | Posiciones |
| ------------- | ---------- |
| Bélgica       | 18         |
| Holanda       | 22         |
| Francia       | 57         |
| Alemania      | 22         |
| Irlanda       | 13         |
| Italia        | 16         |
| Nueva Zelanda | 19         |
| Noruega       | 5          |
| Polonia       | 36         |
| Sudáfrica     | 19         |
| Suecia        | 4          |
| Reino Unido   | 30         |

## Versiones
El tema ha sido versionado por la cantante sueca Anna Ternheim en 2005.